# Pico Mojón
Der Pico Mojón (spanisch) ist ein markanter und 695 m hoher Berg an der Davis-Küste des Grahamlands auf der Antarktischen Halbinsel. Er ragt östlich des Kap Sterneck am Ufer der Hughes Bay auf.
Argentinische Wissenschaftler benannten ihn. Der weitere Benennungshintergrund ist nicht überliefert.